# Junior Cook
Herman "Junior" Cook (22 de julio de 1934 – 3 de febrero de 1992) fue un músico estadounidense de hard bop que tocaba el saxofón tenor. 

## Biografía
Cook nació en Pensacola, Florida. Después de tocar con Dizzy Gillespie en 1958, Cook consiguió cierto reconocimiento por su prolongada permanencia en el quinteto de Horace Silver (1958-1964). Cuando él y Blue Mitchell dejaron la banda, Cook tocó en el quinteto de Mitchell (1964-1969). Posteriormente, tocó con Freddie Hubbard, Elvin Jones, George Coleman, Louis Hayes (1975-1976), Bill Hardman (1979-1989), y la big band de McCoy Tyner. 
Además de sus muchas interpretaciones como acompañante, Junior Cook grabó como líder para Jazzland (1961), Catalyst (1977), Muse y SteepleChase.
También, dio clases en la Berklee College of Music durante un año en los años 70.
En los primeros años de la década de los 90, Cook tocó con Clifford Jordan y lideró su propio grupo. Falleció en su apartamento de Nueva York.

## Discografía

### Como líder
- Juniors Cookin´ (Jazzland - OJC)
- The Place To Be (Steeplechase; 1988)
- On A Misty Night (Steeplechase, 1989)
- You Leave Me Breathless (Steeplechase,1991)

### Como acompañante
Con Horace Silver
- Six Pieces of Silver (1956-58)
- Live at Newport '58 (1958)
- Finger Poppin (1959)
- Blowin' the Blues Away (1959)
- Horace-Scope (1960)
- Doin' The Thing - At The Village Gate (1961)
- The Tokyo Blues (1962)
- Silver’s Serenade (1963)
- Song For My Father (1964)

Con Freddie Hubbard
- Sing Me a Song of Songmy (1971)
- Keep Your Soul Together (1973)
- High Energy (1974)
- Polar AC (1974)

Con otros
- Kenny Burrell: Blue Lights (Blue Note, 1958)
- Miles Davis: Mostly Miles (Phonastic, 1958)
- Dave Bailey Sextet: One Foot In The Gutter (Epic, 1960)
- Blue Mitchell: Down With It (Blue Note, 1965)
- Blue Mitchell: The Thing To Do (Blue Note, 1964)
- Barry Harris: Luminiscence (OJC, 1967)
- Cedar Walton: Cedar! (OJC, 1967)
- Don Patterson: Dem New York Dues (Prestige, 1968-69)
- Clifford Jordan: Two Tenor Winner (Criss Cross, 1984)
- McCoy Tyner: Uptown/Downtown (Milestone, 1988)
- Bill Hardman: What’s Up? (Steeplechase, 1989)
- Larry Gales Sextet: A Message from Monk (Candid, 1990)
- Bertha Hope: Elmo’s Fire (Steeplechase, 1991)

- Datos: Q352191